# Tournoi qualificatif de l'OFC des moins de 17 ans 2005
Navigation
Australie/Samoa américaines 2003 Tahiti 2007
Le tournoi qualificatif de l'OFC de football des moins de 17 ans 2005 est la onzième édition du tournoi qualificatif de l'OFC des moins de 17 ans qui a eu lieu à Nouméa, en Nouvelle-Calédonie du 2 au 13 avril 2005. L'équipe d'Australie, sacrée championne d'Océanie lors de l'édition précédente remet son titre en jeu pour la dernière fois (l'Australie va quitter la confédération d'Océanie pour celle d'Asie à partir du 1er janvier 2006). Le vainqueur du tournoi est directement qualifié pour la prochaine édition de la Coupe du monde, qui aura lieu au Pérou durant l'automne 2005.
Cette édition est marquée par le forfait de la Nouvelle-Zélande pour raisons financières, ainsi que des équipes des Samoa et des Samoa américaines.

## Équipes participantes
- Nouvelle-Calédonie - Organisateur
- Australie - Tenant du titre
- Papouasie-Nouvelle-Guinée
- Îles Salomon
- Vanuatu
- Tahiti
- Fidji
- Tonga
- Îles Cook

## Résultats
Les 9 équipes participantes sont réparties en 2 poules. Au sein de la poule, chaque équipe rencontre ses adversaires une fois. À l'issue des rencontres, les 2 premiers de chaque poule se qualifient pour la phase finale de la compétition, disputée en demi-finales et finale. 

### Groupe A
| Rang | Équipe    | Pts | J | G | N | P | Bp | Bc | Diff |  | Résultats (▼ dom., ► ext.) |  |     |     |      |
| ---- | --------- | --- | - | - | - | - | -- | -- | ---- |  | -------------------------- |  | --- | --- | ---- |
| 1    | Australie | 9   | 3 | 3 | 0 | 0 | 35 | 0  | +35  |  | Australie                  |  | 4-0 | 5-0 | 26-0 |
| 2    | Vanuatu   | 6   | 3 | 2 | 0 | 1 | 22 | 5  | +17  |  | Vanuatu                    |  |     | 2-1 | 20-0 |
| 3    | Tahiti    | 3   | 3 | 1 | 0 | 2 | 16 | 7  | +9   |  | Tahiti                     |  |     |     | 15-0 |
| 4    | Tonga     | 0   | 3 | 0 | 0 | 3 | 0  | 61 | -61  |  | Tonga                      |  |     |     |      |

### Groupe B
| Rang | Équipe                    | Pts | J | G | N | P | Bp | Bc | Diff |  | Résultats (▼ dom., ► ext.) |  |     |     |     |     |
| ---- | ------------------------- | --- | - | - | - | - | -- | -- | ---- |  | -------------------------- |  | --- | --- | --- | --- |
| 1    | Nouvelle-Calédonie        | 9   | 4 | 3 | 0 | 1 | 11 | 6  | +5   |  | Nouvelle-Calédonie         |  | 0-5 | 2-0 | 3-1 | 6-0 |
| 2    | Îles Salomon              | 8   | 4 | 2 | 2 | 0 | 17 | 5  | +12  |  | Îles Salomon               |  |     | 2-2 | 3-3 | 7-0 |
| 3    | Fidji                     | 7   | 4 | 2 | 1 | 1 | 9  | 6  | +3   |  | Fidji                      |  |     |     | 5-2 | 2-0 |
| 4    | Papouasie-Nouvelle-Guinée | 4   | 4 | 1 | 2 | 1 | 10 | 11 | -1   |  | Papouasie-Nouvelle-Guinée  |  |     |     |     | 4-0 |
| 5    | Îles Cook                 | 0   | 4 | 0 | 0 | 4 | 0  | 19 | -19  |  | Îles Cook                  |  |     |     |     |     |

### Demi-finales
| 13 avril 2005 | Australie                 | 2 - 0 | Îles Salomon | Nouméa |
|               | Allwright 66e · Keane 80e |       |              |        |

| 13 avril 2005 | Nouvelle-Calédonie | 1 - 4 | Vanuatu                       | Nouméa |  |
|               | Sele               |       | Natou · Namarau · Sara · Kara |        |  |

### Match pour la3eplace
| 15 avril 2005 | Nouvelle-Calédonie | 1 - 3 | Îles Salomon  | Nouméa |  |
|               | Hnautra            |       | Judd , · Abba |        |  |

### Finale
| 15 avril 2005 | Australie    | 1 - 0 | Vanuatu | Nouméa |
|               | Williams 82e |       |         |        |

- L'Australie se qualifie pour la Coupe du monde 2005.

## Sources et liens externes
- (en) Feuilles de matchs et infos sur RSSSF